# Território Francês dos Afares e Issas
O Território Francês dos Afares e Issas (em francês:  Territoire français des Afars et des Issas) foi o nome dado para representar o atual Djibuti entre 1967 e 1977, enquanto ele ainda era uma colônia da França. A área era anteriormente conhecida como Somalilândia Francesa (Côte française des somalis).